# Чинбатын Отгонцэцэг
Чи́нбатын О́тгонцэцэг (30 апреля 1991, Борнуур, Туве) — монгольская лыжница, участница Олимпийских игр 2014 года.

## Биография
В спортивной программе на Олимпийских играх в Сочи Отгонцэцэг выступала на дистанции 10 км классическим стилем, в итоге пришла 70-й за 38 минут 43,1 секунды с отставанием от лидера 10:25,3.
На церемонии закрытия Олимпийских игр в Сочи несла флаг своей страны.